# Самое
Самое (на френски: Samoé) е град и община в южна Гвинея, регион Нзерекоре, префектура Нзерекоре. Населението на общината през 2014 година е 39 149 души.